# Los Angeles Convention Center

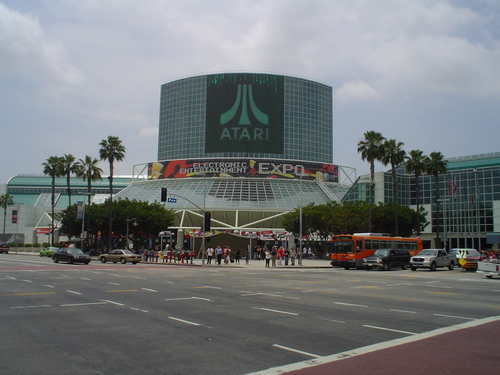
Комплекс під час виставки E3.

Los Angeles Convention Center — виставковий комплекс в центрі Лос-Анджелеса, штат Каліфорнія, США. Є місцем проведення різних конференцій та виставок, зокрема, Electronic Entertainment Expo (з 1995 по 2006 роки і з 2009 року по теперішній час) і Greater Los Angeles Auto Show.